# Sinularia humesi
Sinularia humesi is een zachte koraalsoort uit de familie Alcyoniidae. De koraalsoort komt uit het geslacht Sinularia. Sinularia humesi werd in 1971 voor het eerst wetenschappelijk beschreven door Verseveldt. 